# Timbío
Timbío è un comune della Colombia facente parte del dipartimento di Cauca.
Il centro abitato venne fondato da Juan de Ampudia e Pedro de Añasco nel 1535, mentre l'istituzione del comune è del 5 agosto 1886.